# Margate (stacja kolejowa)
Margate – stacja kolejowa w Margate, w hrabstwie Kent, w Anglii, w Wielkiej Brytanii. Jest obsługiwana przez Southeastern.
Pociąg ze stacji kursują do London Victoria przez Chatham, lub do London St Pancras przez Ramsgate, Canterbury West i Ashford International. W godzinach szczytu pociągi kursują na St Pancras przez Chatham i Gravesend i na Cannon Street Station w Londynie.
W roku statystycznym 2021/2022 z usług stacji skorzystało ok. 884 110 pasażerów.